# Dormitori del MIT
L'edificio che ospita i dormitori del MIT (noti anche con il nome Baker House) è situato al di là degli alberi e di una strada dal Fiume Charles; progettato dall'architetto finlandese Alvar Aalto, si trova all'interno di un complesso edilizio a servizio delL'università di Cambridge nel Massachusetts, Stati Uniti d'America.

## Descrizione
(Bruno Zevi)

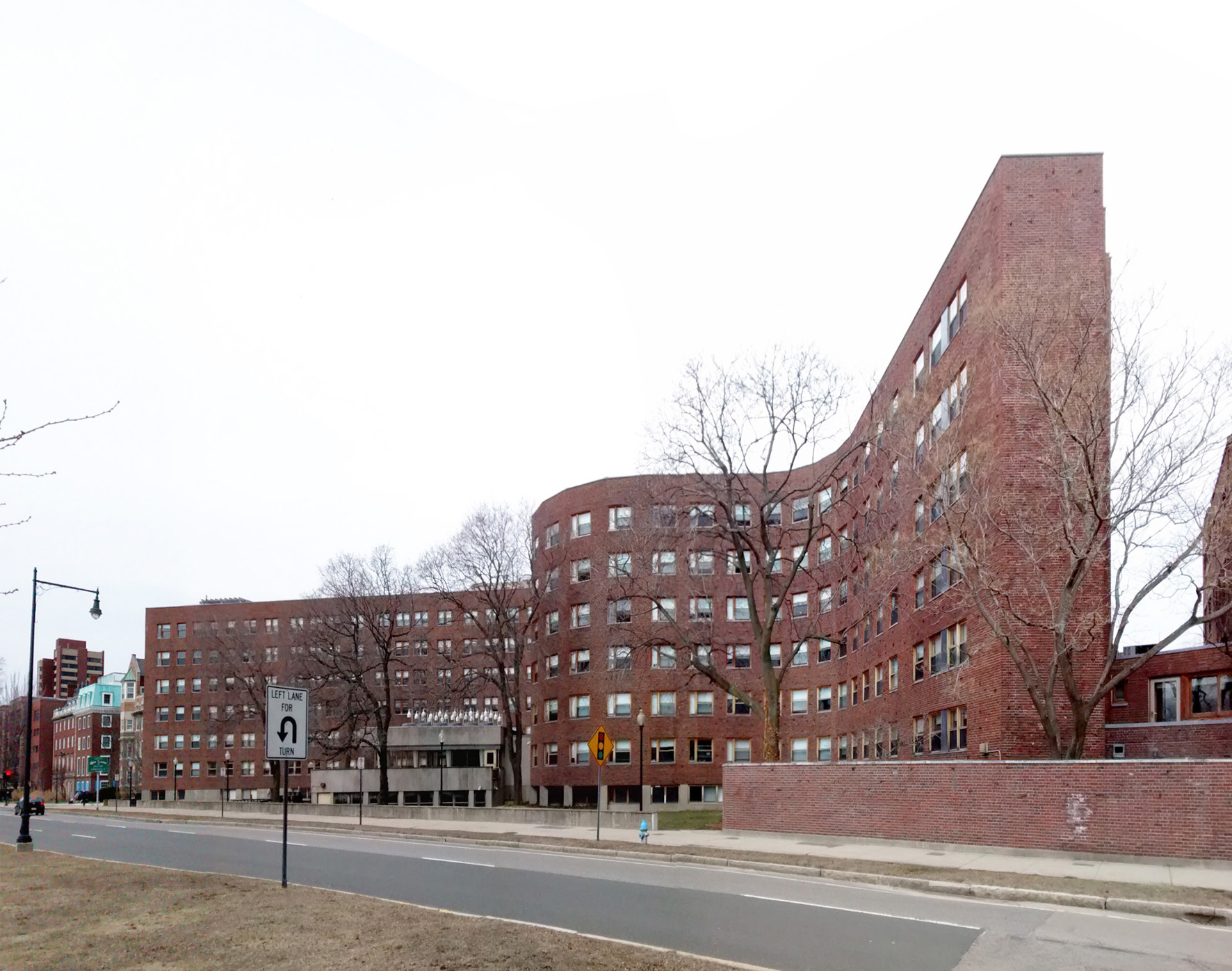
Veduta dell'intera struttura

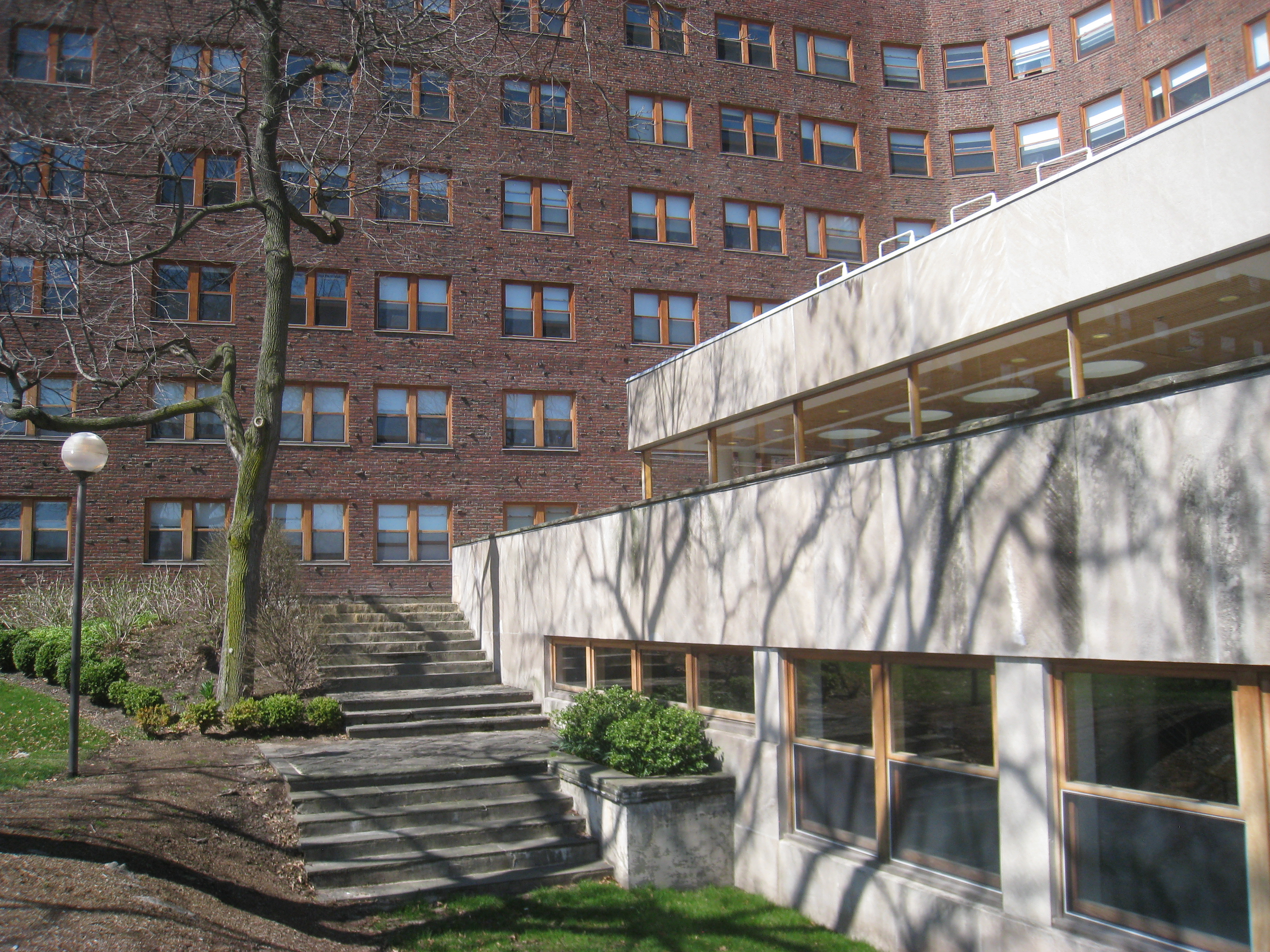
Particolare della struttura e dell'ala riservata alla ristorazione

Nel 1940 Aalto fu nominato research fellow presso il Massachusetts Institute of Technology di Cambridge.
Nel 1946 ottenne l'incarico di realizzare l'edificio ospitante i dormitori della Baker House, la nuova casa dello studente per gli allievi iscritti all'ultimo anno accademico (il cosiddetto Seniors Dormitory). Una struttura che doveva ospitare 318 studenti divisi in camere singole, doppie, triple e quadruple.
La costruzione era da erigersi all'interno di in un lotto lungo e stretto contiguo al fiume Charles e all'intensissima viabilità di Memorial Drive, asse stradale di quattro corsie dal notevole impatto visivo e sonoro. 
È in questo modo che Aalto, partendo dallo spunto progettuale di due blocchi sfalsati disposti lungo un asse obliquo, per i dormitori del MIT dà vita a una stecca edilizia che si sviluppa sul terreno con un andamento sinusoidale. Quest'edificio così plastico e anticonvenzionale, dalle brune facciate di mattoni refrattari, chiude «a fondale di roccia» la zona industriale sul retro e riesce a offrire agli studenti un rifugio abitativo dove ripararsi dalle insidie dell'area circostante, caratterizzata da condizioni ambientali quasi insopportabili. Ciascuna stanza, infatti, è dotata di un gradevole affaccio sulla sponda del fiume Charles: Memorial Drive scompare quasi totalmente alla vista dello studente del MIT, che può osservarla solo da visuali allungate (e non ad angolo retto) e pertanto decisamente più tollerabili. La facciata, con il suo corso flessuoso e irregolare che sembra quasi rinviare metaforicamente al profilo del fiume Charles, spoglia l'organismo edilizio di qualsiasi accento di istituzionalità e spezza non solo la monotonia del resto degli edifici universitari, resi con un pretenzioso stile neoclassico, bensì anche l'iperrazionale aridità propria del Razionalismo.
Per massimizzare l'illuminazione nel complesso edilizio Aalto ha spostato la mensa e la caffetteria dal fabbricato principale a una piccola ala appartata dalla forma squadrata contigua all'ingresso, affacciata sul fiume e illuminata da una griglia di lucernari cilindrici aperti sulla copertura, sul tipo di quelli già usati presso la biblioteca di Viipuri. Molto interessante anche la soluzione delle scale che partono dall'atrio, in due rampe divergenti e aggettanti che salgono lungo la facciata posteriore dell'edificio creando una «corridoio ascendente» che, ai vari piani, amplia gli spazi comuni e li dirige geometricamente: il rivestimento originario in piastrelle delle scale, dalle ricche tessiture materiche, è stato purtroppo sacrificato per ragioni economiche con una più conveniente rifinitura a intonaco. Sempre per motivi finanziari si è rinunciato alla realizzazione del rivestimento arbustivo della facciata meridionale dell'ala principale, la quale - secondo le intenzioni iniziali del progettista - doveva essere adornata da edera rampicante.